# Bernardo Guimarães
Bernardo Guimarães (Ouro Preto, 1825. augusztus 15. – Ouro Preto, 1884. március 10.) brazil író, regényíró, költő, bíró és újságíró. Az ő regénye alapján született a Rabszolgasors (Isaura)című televíziós sorozat.
A Brazil Szépirodalmi Akadémia 5. székének patrónusa.

## Magyarul
- Isaura, a rabszolgalány. Regény; ford. Bárczy István; Európa, Bp., 1987
- Isaura, a rabszolgalány. Regény; ford. Bárczy István; Totem, Bp., 1994